# Daniel Woodley Prowse
Daniel Woodley Prowse (Port de Grave, 12 september 1834 – St. John's, 27 januari 1914) was een Newfoundlands advocaat, parlementslid, rechter en historicus. Hij is vooral bekend vanwege zijn alomvattende A History of Newfoundland uit 1895.

## Jeugd en opleiding
Daniel Woodley Prowse werd geboren in Port de Grave, een vissersnederzetting op het eiland Newfoundland, als vierde van zeven kinderen van Robert Prowse en Jane Woodley.
Hij begon zijn opleiding in de koloniehoofdstad St. John's, waarna hij verder ging leren in de Collegiate School in het Engelse Liverpool. Daarna ging hij voortstuderen in Spanje met als doel in de familiale visserijonderneming te stappen. Bij zijn terugkeer naar de Kolonie Newfoundland ging hij echter rechten studeren, waarin hij ook zijn diploma als jurist behaalde.

## Loopbaan

### Professionele carrière
In 1858 begon hij zijn carrière als advocaat. In 1861 stapte hij in de politiek en werd hij in het stemdistrict Burgeo–La Poile verkozen als parlementslid in het Huis van Vergadering van Newfoundland voor de Conservatieve Partij. In 1865 werd hij in datzelfde district herverkozen. Vanaf 1867 was hij een uitgesproken medestander van Ambrose Shea en zijn beweging die Newfoundland tot de Canadese Confederatie wou doen toetreden. Dat gebeurde niet en in 1869 werd Prowse niet herverkozen.
Na het einde van zijn periode als parlementslid werd hij in 1869 aangeduid als rechter aan het Centraal Districtshof van Newfoundland (Central District Court of Newfoundland). Hij was net geen dertig jaar rechter aan dat hof tot aan zijn pensioen in 1898.

### Auteurschap
In 1895 publiceerde hij het erg uitgebreide en vanuit een breed perspectief geschreven A History of Newfoundland. Het wordt ruim honderd jaar later nog steeds beschouwd als een van de belangrijkste historische publicaties over koloniaal Newfoundland en als een van de meest gedetailleerde koloniale geschiedenisboeken.

## Erkenning
Als voormalig rechter en vooral geroemd auteur werd hij in 1912 door George V van het Verenigd Koninkrijk erkend als lid van de Orde van Sint-Michaël en Sint-Joris. In 1914 stierf hij op 79-jarige leeftijd te St. John's. In het daaropvolgende jaar werd een vissersdorp aan Placentia Bay te zijner ere hernoemd tot Prowseton.